# Élections à la Junte générale de la principauté des Asturies de 2023
Les élections à la Junte générale de la principauté des Asturies de 2023 (en espagnol : elecciones a la Junta General del Principado de Asturias de 2023) se tiennent le dimanche 28 mai 2023, afin d'élire les 45 députés de la XIIe législature de la Junte générale de la principauté des Asturies pour un mandat de quatre ans.

## Mode de scrutin
La Junte générale de la principauté des Asturies (Junta general del principado de Asturias) est une assemblée parlementaire monocamérale constituée de 45 députés (diputados) élus pour une législature de quatre ans au suffrage universel direct selon les règles du scrutin proportionnel d'Hondt par l'ensemble des personnes résidant dans la communauté autonome où résidant momentanément à l'extérieur de celle-ci, si elles en font la demande.

### Convocation du scrutin
Conformément à l'article 25 du statut d'autonomie des Asturies, la Junte générale est élue pour un mandat de quatre ans. L'article 15 de la loi électorale asturienne du 26 décembre 1986 précise que les élections sont convoquées par le président de la principauté des Asturies au moyen d'un décret publié le vingt-cinquième jour précédant la fin du mandat parlementaire en cours et qui fixe la date du scrutin entre cinquante-quatrième et le soixantième jour suivant sa publication,.

### Nombre de députés par circonscription
Puisque l'article 25 du statut d'autonomie prévoit que le nombre de députés sera situé « entre 35 et 45 », l'article 12 de la loi électorale dispose que le nombre de parlementaires est fixé à 45 et l'article 10 institue trois circonscriptions électorales : occidentale, centrale, et orientale.
L'article 12 attribue à chaque circonscription 2 sièges, les 39 mandats restant étant distribués en fonction de la population. Le décret de convocation des élections, publié le 4 avril 2023, dispose que la circonscription centrale se voit attribuer 34 députés, la circonscription occidentale 6 députés et la circonscription orientale 5 députés.
| Circonscriptions | Députés | Carte |
| ---------------- | ------- | ----- |
| Centrale         | 34      |       |
| Occidentale      | 6       |       |
| Orientale        | 5       |       |

### Présentation des candidatures
Peuvent présenter des candidatures, : 
- les partis ou fédérations politiques enregistrées auprès du registre des associations politiques du ministère de l'Intérieur ;
- les coalitions électorales de ces mêmes partis ou fédérations dûment constituées et inscrites auprès de la commission électorale au plus tard 15 jours après la convocation du scrutin ;
- et les électeurs de la circonscription, s'ils représentent au moins 1 % des inscrits.

### Répartition des sièges
Seules les listes ayant recueilli au moins 3 % des suffrages valides dans une circonscription peuvent participer à la répartition des sièges à pourvoir dans cette même circonscription, qui s'organise en suivant différentes étapes : 
- les listes sont classées en une colonne par ordre décroissant du nombre de suffrages obtenus ;
- les suffrages de chaque liste sont divisés par 1, 2, 3... jusqu'au nombre de députés à élire afin de former un tableau ;
- les mandats sont attribués selon l'ordre décroissant des quotients ainsi obtenus[9].

Lorsque deux listes obtiennent un même quotient, le siège est attribué à celle qui a le plus grand nombre total de voix ; lorsque deux candidatures ont exactement le même nombre total de voix, l'égalité est résolue par tirage au sort et les suivantes de manière alternative.

## Campagne

### Principales forces politiques
| Force politique | Force politique                                                          | Force politique           | Idéologie                                                                       | Chef de file                                | Résultats en 2019          |
| --------------- | ------------------------------------------------------------------------ | ------------------------- | ------------------------------------------------------------------------------- | ------------------------------------------- | -------------------------- |
|                 | Parti socialiste ouvrier espagnol (es) Partido Socialista Obrero Español | PSOE                      | Centre gauche Social-démocratie, progressisme, régionalisme                     | Adrián Barbón (Président de la principauté) | 35,7 % des voix 20 députés |
|                 | Parti populaire (es) Partido Popular                                     | PP                        | Centre droit à droite Libéral-conservatisme, démocratie chrétienne              | Diego Canga (es)                            | 17,7 % des voix 10 députés |
|                 | Ciudadanos (fr) Citoyens                                                 | Cs                        | Centre droit à droite Libéralisme, réformisme, unionisme                        | Manuel Iñarra (es)                          | 14,1 % des voix 5 députés  |
|                 | Podemos (fr) Nous pouvons                                                | Podemos (fr) Nous pouvons | Gauche à extrême gauche Socialisme démocratique, populisme, anticapitalisme     | Covadonga Tomé (es)                         | 11,16 % des voix 4 députés |
|                 | Convocatoria por Asturias (fr) Appel pour les Asturies                   | CxA                       | Gauche radicale Écosocialisme, communisme, républicanisme                       | Ovidio Zapico (ast)                         | 6,7 % des voix 2 députés   |
|                 | Forum des Asturies (es) Foro Asturias                                    | FORO                      | Centre droit Conservatisme, démocratie chrétienne, régionalisme                 | Adrián Pumares (es)                         | 6,6 % des voix 2 députés   |
|                 | Vox                                                                      | Vox                       | Droite radicale à extrême droite Néo-franquisme, centralisme, ultranationalisme | Carolina López                              | 6,5 % des voix 2 députés   |

## Résultat

### Participation
| Taux de participation | En 2019 | En 2023 | Différence |
| --------------------- | ------- | ------- | ---------- |
| à 14 heures           | 28,88 % | 36,16   | 7,28       |
| à 18 heures           | 42,41 % | 50,67 % | 8,26       |
| à 20 heures           | 55,12 % | 56,85 % | 1,73       |

### Voix et sièges

#### Total régional
| Représentation en hémicycle sur un axe gauche-droite du résultat. |                                               |         |        |       |        |               |
| Partis                                                            | Partis                                        | Voix    | %      | +/-   | Sièges | +/-           |
|                                                                   | Parti socialiste ouvrier espagnol (PSOE)      | 195 999 | 36,50  | 1,25  | 19     | 1             |
|                                                                   | Parti populaire (PP)                          | 175 131 | 32,61  | 14,9  | 17     | 7             |
|                                                                   | Vox                                           | 54 273  | 10,11  | 3,68  | 4      | 2             |
|                                                                   | Convocatoria por Asturias (CxA)               | 40 774  | 7,59   | 0,98  | 3      | 1             |
|                                                                   | Podemos                                       | 21 052  | 3,92   | 7,11  | 1      | 3             |
|                                                                   | Forum des Asturies (FORO)                     | 19 652  | 3,66   | 2,86  | 1      | 1             |
|                                                                   | SOS Asturies-Espagne vidée                    | 5 838   | 1,09   | Nv.   | 0      | en stagnation |
|                                                                   | Ciudadanos (Cs)                               | 4 974   | 0,93   | 13,03 | 0      | 5             |
|                                                                   | Parti animaliste avec l'environnement (PACMA) | 3 271   | 0,61   | 0,03  | 0      | en stagnation |
|                                                                   | Autres                                        | 6 536   | 1,22   | –     | 0      | en stagnation |
|                                                                   |                                               |         |        |       |        |               |
| Votes valides                                                     | Votes valides                                 | 537 023 | 98,54  |       |        |               |
| Votes blancs                                                      | Votes blancs                                  | 9 523   | 1,77   |       |        |               |
| Votes nuls                                                        | Votes nuls                                    | 7 979   | 1,46   |       |        |               |
| Total                                                             | Total                                         | 545 002 | 100,00 | –     | 45     | en stagnation |
| Abstentions                                                       | Abstentions                                   | 413 656 | 43,15  |       |        |               |
| Inscrits / Participation                                          | Inscrits / Participation                      | 958 658 | 56.85  |       |        |               |

#### Par circonscription
|             |                 |         |         |               |               |         |         |               |               |        |        |               |               |  |  |  |  |  |  |
| Sièges      | Sièges          | 6       | 6       | en stagnation | en stagnation | 34      | 34      | en stagnation | en stagnation | 5      | 5      | en stagnation | en stagnation |  |  |  |  |  |  |
|             |                 |         |         |               |               |         |         |               |               |        |        |               |               |  |  |  |  |  |  |
|             |                 | Nombre  | Nombre  | %             | %             | Nombre  | Nombre  | %             | %             | Nombre | Nombre | %             | %             |  |  |  |  |  |  |
| Inscrits    | Inscrits        | 115 005 | 115 005 | 100,00        | 100,00        | 757 249 | 757 249 | 100,00        | 100,00        | 86 404 | 86 404 | 100,00        | 100,00        |  |  |  |  |  |  |
| Abstentions | Abstentions     | 53 353  | 53 353  | 46,39         | 46,39         | 315 691 | 315 691 | 41,69         | 41,69         | 44 612 | 44 612 | 51,63         | 51,63         |  |  |  |  |  |  |
| Votants     | Votants         | 61 652  | 61 652  | 53,61         | 53,61         | 441 558 | 441 558 | 58,31         | 58,31         | 41 792 | 41 792 | 48,37         | 48,37         |  |  |  |  |  |  |
| Nuls        | Nuls            | 969     | 969     | 1,57          | 1,57          | 6 083   | 6 083   | 1,38          | 1,38          | 927    | 927    | 2,22          | 2,22          |  |  |  |  |  |  |
| Exprimés    | Exprimés        | 60 683  | 60 683  | 98,43         | 98,43         | 435 475 | 435 475 | 98,62         | 98,62         | 40 865 | 40 865 | 97,78         | 97,78         |  |  |  |  |  |  |
|             |                 |         |         |               |               |         |         |               |               |        |        |               |               |  |  |  |  |  |  |
| Partis      | Partis          | Voix    | %       | Sièges        | +/-           | Voix    | %       | Sièges        | +/-           | Voix   | %      | Sièges        | +/-           |  |  |  |  |  |  |
|             | PSOE            | 22 482  | 37,05   | 3             | 1             | 157 852 | 36,25   | 13            | en stagnation | 15 665 | 38,33  | 3             | en stagnation |  |  |  |  |  |  |
|             | PP              | 21 236  | 34,99   | 3             | 1             | 139 012 | 31,92   | 12            | 6             | 14 883 | 36,42  | 2             | en stagnation |  |  |  |  |  |  |
|             | VOX             | 3 950   | 6,51    | 0             | en stagnation | 46 452  | 10,67   | 4             | 2             | 3 871  | 9,47   | 0             | en stagnation |  |  |  |  |  |  |
|             | CxA             | 3 278   | 5,40    | 0             | en stagnation | 35 588  | 8,17    | 3             | 1             | 1 908  | 4,67   | 0             | en stagnation |  |  |  |  |  |  |
|             | Podemos         | 1 063   | 1,75    | 0             | en stagnation | 18 937  | 4,35    | 1             | 3             | 1 052  | 2,57   | 0             | en stagnation |  |  |  |  |  |  |
|             | FORO            | 4 049   | 6,67    | 0             | en stagnation | 14 022  | 3,22    | 1             | 1             | 1 581  | 3,87   | 0             | en stagnation |  |  |  |  |  |  |
|             | SOS Asturias-EV | 2 574   | 4,24    | 0             | en stagnation | 2 848   | 0,65    | 0             | en stagnation | 416    | 1,02   | 0             | en stagnation |  |  |  |  |  |  |
|             | Cs              | 315     | 0,52    | 0             | en stagnation | 4 333   | 1,00    | 0             | 5             | 326    | 0,80   | 0             | en stagnation |  |  |  |  |  |  |
|             | PACMA           | 281     | 0,46    | 0             | en stagnation | 2 990   | 0,65    | 0             | en stagnation | -      | -      | -             | -             |  |  |  |  |  |  |
|             | Autres          | 342     | 0,56    |               |               | 5 862   | 1,35    |               |               | 332    | 0,81   |               |               |  |  |  |  |  |  |
|             | Blancs          | 1 113   | 1,83    | 7 579         | 1,74          | 831     | 2,03    |               |               |        |        |               |               |  |  |  |  |  |  |